# Akira Toda
Akira Toda (Japans: 戸田　顕, Toda Akira) (Aomori, 1951 ) is een Japans componist, dirigent en eufoniumspeler.

## Levensloop
Toda studeerde aan het Kunitachi College of Music en gradueerde daar in 1975. Daarna volgde een studie aan de Graduate School van de Tokyo National University of Fine Arts and Music met het hoofdvak eufonium bij Kiyoshi Oishi alsook orkestdirectie bij David Howell.
Tegenwoordig is hij als professionele eufoniumspeler en als dirigent werkzaam. Als dirigent debuteerde hij in 1978. Hij begeleidde op reizen door Japan James Swearingen, Robert Sheldon en Frank Bencriscutto. Sindsdien geeft hij ook workshops en band-clinics in Japan en de Verenigde Staten. Zijn werken werden in de nationale wedstrijden voor harmonieorkesten in Japan als verplicht werk gesteld.

## Composities

### Werken voor harmonieorkesten en brassband
- 1978 Japanese Poem for Brass-Band
  1. Etenraku
  2. Kagome-Kagome
  3. Yagi-bushi
- 1985 Warabe
- 1996 Poem of the sea
  1. Silently and deep blue the sea of Japan in Summer
  2. Dance of the god of the sea
  3. Rage the sea of Japan in Winter
- 1997 Rest in Peace - in memoriam Dr. Frank Bencriscutto
- 1999 Lamentation
- 1999 ...and all on the earth had gone
  1. Development
  2. Sorrow
  3. Anxiety
  4. Discordance
  5. Battle
  6. Destruction
- 1999 Movement in Bb
- 1999 A Wedding Scene
- 1999 Precious Days
- 2000 Student's Concertino, voor eufonium en harmonieorkest
  1. Allegretto
  2. Andante
  3. Allegro with two Cadenzas
- 2000 Prayer to the Peace, voor sopraan solo en harmonieorkest
- 2001 Procession to the Peace - "Heiwa e no gyoretsu"
- 2001 Grand-Father's Clock Variations
  1. Allegro
  2. Andante
  3. Allegretto
  4. Andantino
  5. Allregro con brio
  6. Allegro moderato
  7. Allegro vivace
- 2001 An Old Temple
- 2001 Seek for peace, voor brassband
- 2001 Against the Wind
- 2002 Forest and Wind
- 2002 Song for Oboe
  1. Allegretto
  2. Andante
  3. Allegro
- 2002 Matthias Grünewald
- 2004 Sagamihara Song - Words by: Rieko Tsuruta
- 2005 La familia agradable de la musica
- 2005 Suite Wishing peace on Sembazuru - (Chains of 1000 folded paper cranes)
  1. Grief of Sembazuru
  2. Poetry of Sembazuru
  3. Procession of Sembazuru
  4. Dance of Sembazuru
- 2005 Suite Asaka
- 2009 My hometown of nostalgia

### Koormuziek
- Kono-Michi-Wo, voor gemengd koor - tekst: Zengoro Yokoyama

### Kamermuziek
- 1987 Eufonium Trio
- 1994 Tubium, voor solo eufonium, 2 eufonia en 2 tubas
- 1998 Tubium II, voor 2 eufonia en 2 tubas
- 1999 Festival Fanfare, voor eufonium tuba ensemble
- 1999 Eufonium Tuba Quartet
  1. Allegro molto
  2. Moderato
  3. Allegro molto
- 2001 Saxonic Dance, voor saxofoonkwartet
- 2002 Caprice for 8 Clarinets
- 2003 Maleficus Puer, voor eufonium tuba ensemble
  1. Maleficus Puer
  2. Mlejocus
  3. Saltatio
  4. Objurgatus
  5. Maleficus Puer
- 2003 Little Suite Tubium Dances, voor 2 eufonia en 2 tubas
- 2004 Lusus, voor 2 eufonia en 2 tubas
- 2004 Fanfare Morning Mist
- 2004 Etude for 8 Clarinets
- 2004 Clarinet Buskers, voor klarinetsextet
- 2005 Times, voor slagwerkgroep
- 2006 A boy who became doctor, voor blazerkwintet
- Student's Concertino, voor eufonium solo en piano

- CiNii: DA12929485
- Bibliotheek van het Japanse parlement: 00150279
- Virtual International Authority File: 251705557
- WorldCat: E39PBJbttvVyd3wgcKTfvywjYP